# Братья Нехаевские
Вале́рий Леони́дович Нехае́вский (род. 3 июня 1940, Чингис, Новосибирская область, СССР — 1 апреля 2003) и Ю́рий Леони́дович Нехае́вский (3 июня 1940, Чингис, Новосибирская область, СССР) — советские и российские тренеры (водные лыжи), братья-близнецы.

## Образование
Белорусский государственный ордена Трудового Красного Знамени институт физической культуры (1973).

## Спортивные достижения
- призёры чемпионатов СССР;
- чемпионы и призёры чемпионатов России;
- мастера спорта СССР.

## Тренерская работа
Братья-близнецы Валерий Леонидович и Юрий Леонидович Нехаевские стояли у истоков развития воднолыжного спорта в СССР, награду первого чемпионата страны в этом виде спорта (1965) Юрий Нехаевский получал из рук первого космонавта Земли, Юрия Гагарина, одного из основателей Федерации воднолыжного спорта СССР.
С 1967 года Юрий Леонидович, и с 1972 года Валерий Леонидович Нехаевские перешли на профессиональную тренерскую работу, возглавив воднолыжную секцию в ДСО Объединённого института ядерных исследований (город Дубна, Московская область).
Подготовили:
- 2 заслуженных мастеров спорта;

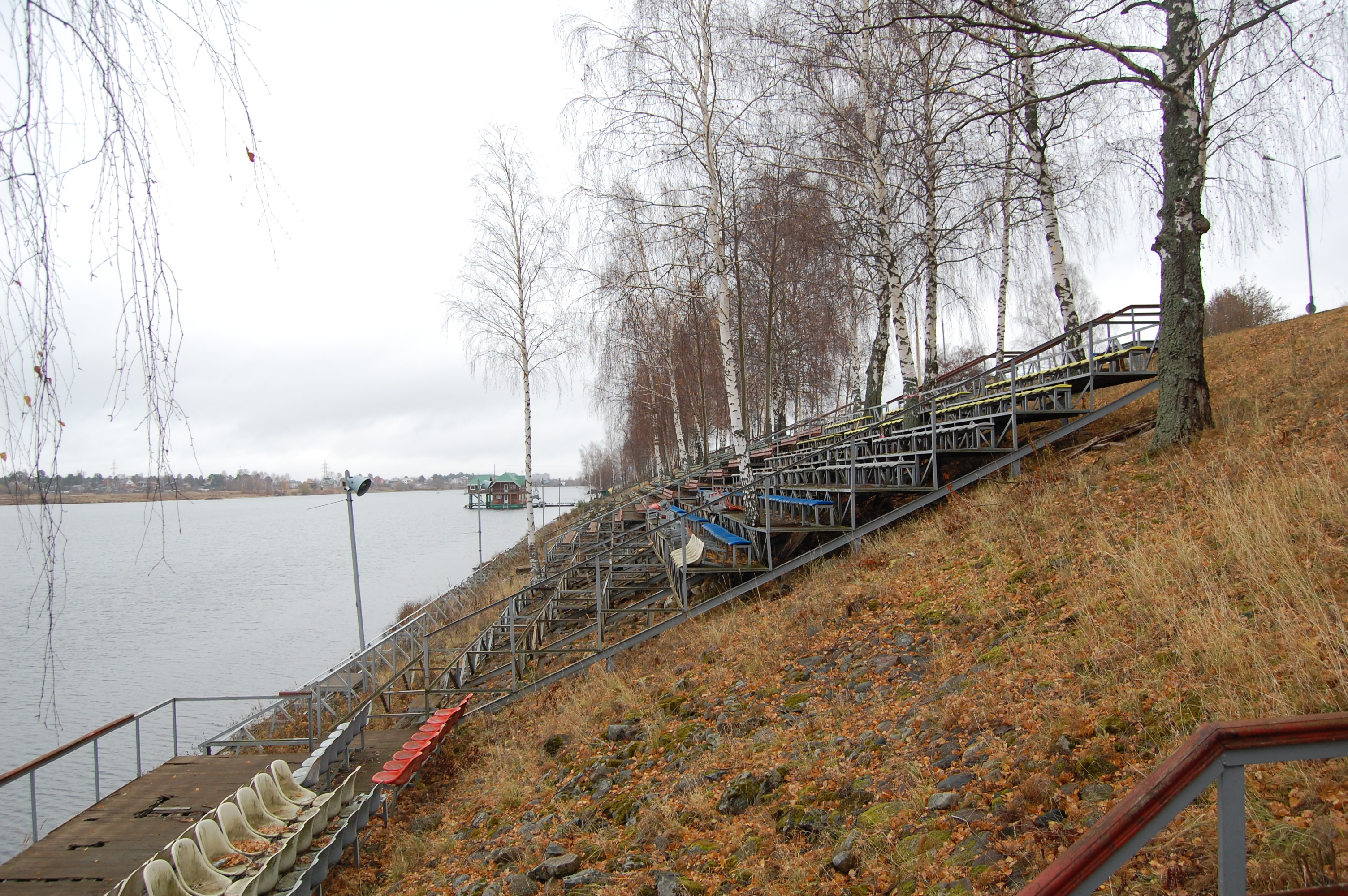
Стадион им. В. Нехаевского в Дубне.

- 17 мастеров спорта международного класса;
- 45 мастеров спорта.

Воспитанники братьев Нехаевских установили:
- 5 рекордов мира,
- 9 рекордов Европы в фигурном катании на водных лыжах

(по состоянию на 2010 год — это все российские международные рекорды в этом виде);
завоевали:
- на чемпионатах мира (проводятся один раз в два года) — 4 золотые, 4 серебряные и 2 бронзовые медали;
- на чемпионатах Европы — свыше 30 только золотых медалей (в отдельных видах многоборья и абсолютном первенстве).

В 1990—1991 годах Юрий Нехаевский по конкурсу был избран старшим тренером сборной команды СССР по воднолыжному спорту. Под его руководством команда воднолыжников страны в 1990 году впервые выиграла Кубок Европы.
Валерий Леонидович Нехаевский трагически погиб 1 апреля 2003 года при пожаре на воднолыжной базе в городе Дубне. Его имя присвоено Водному стадиону на реке Волге, мемориальная доска в его честь установлена на плавательном бассейне «Архимед» в Дубне.

## Изобретения
Первое изобретение сделано Юрием Нехаевским во время работы в Лаборатории ядерных реакций ОИЯИ, в группе Юрия Оганесяна (впоследствии академик РАН, директор и научный руководитель лаборатории):
- Способ получения свободных никелевых плёнок. A/c № 165628 от 25.04.1963.

В 1972 году Юрием и Валерием Нехаевскими впервые в мировой практике предложен и осуществлен в бассейне «Архимед» Объединённого института ядерных исследований способ круглогодичной тренировки воднолыжников за электробуксировочной лебёдкой, позволивший продлить спортивный сезон, повысить эффективность и безопасность тренировок. Подобные устройства были внедрены затем в 15 городах страны и за рубежом, на них проводились зимние чемпионаты СССР, России (проводятся и в настоящее время), международные соревнования, в Болгарии проведена Универсиада.
3 изобретения в спорте подтверждены авторскими свидетельствами:
- Устройство для определения двигательной активности спортсменов. А/с N 828202 от 9.04.1979.
- Устройство для тренировки воднолыжников. А/c N 1017351 от 30.04.1981.
- Подводная дорога для буксировки воднолыжников. А/c N 1029968 от 12.03.1981.

## Экспериментальные исследования, разработки, устройства
1. Предложен и внедрён способ тренировки воднолыжников-фигуристов в «сухом» зале с применением ковровой дорожки. 1965—1966.
2. Разработано устройство для регистрации равномерности движения катера-буксировщика в слаломе, фигурном катании и трамплине. 1971.
3. Разработана методика регистрации усилий в воднолыжном спорте. 1971. Р/п N 2471.
4. Предложена и внедрена канатная подвесная дорога для зимней тренировки воднолыжников. 1971. Р/п N 3396.
5. Разработано устройство для регистрации траектории движения воднолыжника в слаломе, фигурном катании и трамплине. 1972. Р/п N 3943.
6. Разработана тензоплатформа для определения усилий, затрачиваемых воднолыжником на дистанции слалома, трамплина, фигурного катания. 1972. Р/п N 3944.
7. Разработано потенциометрическое устройство для регистрации скорости катера и её равномерности в воднолыжном спорте. 1972. Р/п N 3945.
8. Разработано устройство для определения изменения направления в любой точке траектории движения воднолыжника. 1973. Р/п N 4125.
9. Разработано устройство для получения срочной информации о провисе буксировочного фала в воднолыжном спорте. 1973. Р/п N 4126.
10. Предложен способ и разработано устройство для замера скорости воднолыжника на дистанции слалома и трамплина. 1973. Р/п N 4225.
11. Разработано устройство для управления двигательными действиями спортсмена в тренировочном процессе. 1973. Р/п N 4226.
12. Предложен способ, разработано и внедрено устройство для буксировки воднолыжников в закрытых бассейнах (водоёмах). 1972-1974. Р/п N 4559.
13. Разработано устройство для снятия объективной информации о параметрах движения воднолыжника-фигуриста. 1975.
14. Разработано устройство для определения суставного угла во время движения воднолыжника на дистанции слалома, фигурного катания, трамплина. 1975.
15. Разработано устройство для определения скорости вращения лыжи в фигурном катании. 1976.
16. Разработана комплексная установка для снятия информации о пяти параметрах движения воднолыжника с использованием проводной связи. 1976.
17. Проведены исследования фазовой структуры гладких и прыжковых фигур в воднолыжном спорте. 1977.
18. Предложен способ и сделаны рабочие чертежи устройства для имитации фигурного катания (тредбан). 1978—1983.
19. Разработана эскизная документация на пристройку воднолыжного канала к плавательному бассейну «Архимед» в г. Дубне. 1980.
20. Внедрено в воднолыжном спорте устройство для функциональной диагностики спортсмена. 1981.
21. Проведены измерения функционального состояния воднолыжника в ходе тренировочного процесса и подготовки к ответственным соревнованиям. 1981—1982.
22. Подготовлен и передан в Спорткомитет СССР научно-технический отчёт об исследовании гидродинамических характеристик водноспортивных лыж марки «Чайка» (СССР) и «Connelly» (США). Исследование выполнено в ЦАГИ. 1982.
23. Разработано устройство для регистрации скорости катера в слаломе, трамплине и фигурном катании, обеспечивающее объективное проведение соревнований. 1983.

Собранная объективная информация о кинематике и динамике движений спортсменов в упражнениях воднолыжного многоборья легла в основу авторских методик тренировок в фигурном катании, слаломе и прыжках с трамплина.

## Публикации
- Статья «Зимняя подвесная дорога для воднолыжников». Журнал «Катера и Яхты», 1969.
- Статья «Методика регистрации усилий в воднолыжном спорте». Журнал «Теория и практика физической культуры», N 9, 1972. (Использована в учебном пособии для институтов физической культуры под общей редакцией проф. В. М. Зациорского «Спортивная метрология», 1982).
- Статья «Методика регистрации изменения направления движения воднолыжника в прыжках с трамплина». Сборник «Технические средства в спорте», Минск, 1973.
- Статья «Методика получения срочной информации о провисе буксировочного фала». Там же.
- Статья «Устройство для исследования техники движений воднолыжника». Там же.
- Статья «Методика регистрации горизонтальной траектории в прыжках с трамплина». Там же.
- Статья «Методика регистрации усилий в прыжках на лыжах с трамлина». Там же. (Использованы в книге проф. В. С. Фарфеля «Управление движениями в спорте» (глава «Комплексная регистрация кинематических и динамических параметров движения воднолыжников и средства управления ими»), 1975).
- Статья «Приборы для регистрации параметров движения воднолыжников». Журнал «Катера и Яхты», N 6, 1975.
- Статья «Техника фигурного катания». Журнал «Катера и Яхты», N 3, 1982.
- О некоторых оптимальных условиях выполнения фигур воднолыжниками. 1977.
- Временные характеристики выполнения фигур и связок. 1979.
- Проект положения о введении и оценке новых фигур в воднолыжном спорте. 1979.
- Некоторые замечания об особенностях фигурного катания на водных лыжах в бассейне. 1983.
- Сборник заявок на изобретения в воднолыжном спорте. 1982.

## Награды и звания
- Заслуженные тренеры РСФСР (Юрий — 1968, Валерий — 1978).
- Заслуженные тренеры СССР (1980).
- Заслуженные работники физической культуры Российской Федерации (2001).
- Медаль «За трудовое отличие» (Валерий, 1980).
- Медаль «В память 850-летия Москвы» (1997).
- Почётный знак Олимпийского комитета России «За заслуги в развитии олимпийского движения в России» (2000).
- Почётные граждане города Дубны, Московская область (2003).